# Pippi Longstocking's Adventures on the South Seas
Pippi Longstocking's Adventures on the South Seas (Nederlandse titel: Pippi Langkous: Het avontuur op de Zuidzee) is een Canadese/Duitse/Zweedse animatiefilm uit 1999. De film is gebaseerd op het derde Pippi Langkous-boek. Deze film is een compilatiefilm op basis van drie afleveringen van de animatieserie Pippi Langkous. Het Canadese bedrijf Nelvana is de hoofdproducent van zowel de films als de televisieserie. Melissa Altro spreekt de originele Engelstalige stem in van Pippi Langkous. In 2012 verscheen de film op dvd onder de naam Pippi's High Sea Adventures.

## Verhaal
Het is winter in het stadje. Pippi, Tommy en Annika slenteren in de buurt rond van de haven. Opeens wordt het dorp opgeschrikt doordat er een schip in zicht is, maar door de kou is het water in de haven bevroren waardoor het schip vast komt te zitten. De bewoners stromen toe en Pippi herkent het schip van haar vader waarna ze over het ijs naar het schip toe loopt. Na een hartelijke begroeting met haar vader en zijn bemanning breekt Pippi het ijs naar de kade zodat het schip kan aanleggen. Kapitein Langkous is teruggekeerd van een eiland in de Stille Zuidzee, waar hij verbleef nadat hij overboord geblazen werd. Aan de kade geeft Pippi's vader Pippi een handvol parels die de eilandbewoners van Taka-Tuka-Land gebruiken om mee te knikkeren. Onder de bewoners kijken de twee boeven Thunder-Karlsson en Bloom toe en besluiten ze om de parels te bemachtigen. Pippi, Tommy en Annika gaan vervolgens mee op reis op het schip van Pippi's vader naar dat eiland, maar de twee boeven reizen mee als verstekelingen in de reddingsloep om de schatten van dat eiland te bemachtigen.
Onderweg worden ze aangevallen door piraten, maar daar rekenen ze probleemloos mee af. De boeven hebben tijdens het gevecht echter uit angst voor de piraten de reddingsloep losgekoppeld en zijn er daarna mee weg geroeid. Na een lange zeereis worden ze welkom geheten door de president van het eiland waarna de bemanning naar hun hutten gaat. Pippi, Tommy en Annika zijn te gast in de hut van haar vader. Ondertussen komen de twee boeven een ander schip tegen met twee andere boeven erop. Ze zeggen dat ze zijn meegevaren met een mollige kapitein die op het eiland vol parels woont en dat ze aan boord komen in ruil om hun de weg te wijzen. De twee schippers wisten echter al waar kapitein Langkous woont, maar wisten niks van de parels. Dus besluiten ze Thunder-Karlsson en Bloom achter te laten en zelf de parels te gaan stelen. De twee schippers wijzen Thunder-Karlsson en Bloom echter wel de weg naar een ander eiland. Ondertussen varen Pippi's vader, zijn bemanning en de bewoners tijdelijk weg om een ander eiland te bezoeken en hij herinnert Pippi eraan om de parels naar de parelgrot te brengen. Vervolgens gaan Pippi, Tommy en Annika naar de grot. De parelgrot blijkt aan een klif te liggen en Tommy besluit om in het water te springen. Wanneer een haai hem aanvalt, wordt hij gered door Pippi. Ondertussen komen de twee schippers aan op het eiland en ze treffen het verlaten aan op Pippi, Tommy en Annika na. Pippi brengt de twee schippers naar een baai waar de oesters liggen, maar wanneer de schippers het water in gaan, worden ze aangevallen door een octopus. Pippi redt ze en vervolgens gaan ze knikkeren met de parels waarna de kinderen winnen. Vervolgens vluchten de kinderen waarna de twee schippers de parelgrot aantreffen. Pippi wacht hen echter buiten op en gooit ze een paar keer de lucht in. Hierna vluchtten de twee schippers bang op hun boot weg. Na een tijdje besluiten ze om naar huis te gaan. Kapitein Langkous en zijn bemanning brengen Pippi, Tommy, Annika, meneer Nilsson en Pippi's paard naar huis. Wanneer ze een tijdje vertrokken zijn, treffen ze twee drenkelingen aan op een verlaten eiland. Dit blijken de twee boeven Thunder-Karlsson en Bloom te zijn. Ze mogen vervolgens meevaren op voorwaarde dat ze aan boord werken om hun overtocht te betalen. Onderweg passeren ze echter langs de windloze doorvaart waardoor ze even niet meer verder kunnen. Na een tijdje springt Pippi echter in het water en duwt het schip uit dat stuk van de zee. 
Wanneer ze een stuk verder zijn, doet het kompas raar. Het blijkt een zeebeving te zijn die een vloedgolf veroorzaakt. Tijdens die golf belanden Tommy, Annika, Thunder-Karlsson en Bloom overboord in de reddingsloep en Pippi, meneer Nilsson en het paard springen erachteraan. Vervolgens komen ze aan land, maar er is geen teken van een mens te zien. Na een verkenning treffen ze echter een treinspoor aan. Ze houden een trein tegen waar toevallig tante Pastellia zich aan boord bevindt waarna ze mee op de trein naar hun stadje mogen. Hier treffen Tommy en Annika hun ouders terug aan, die blij zijn dat hun kinderen terug thuis zijn.

## Stemverdeling[4][5]
| Acteur            | Personage                | Omschrijving            |
| ----------------- | ------------------------ | ----------------------- |
| Melissa Altro     | Pippi Langkous           |                         |
| Noah Reid         | Tommy Settegren          |                         |
| Olivia Garratt    | Annika Settegren         |                         |
| Benedict Campbell | Kapitein Efraim Langkous |                         |
| Len Carlson       | Thunder-Karlsson         | een bandiet             |
| Wayne Robson      | Bloom                    | een bandiet             |
| Karen Bernstein   | mevrouw Settegren        |                         |
| Ray Landry        | meneer Settegren         |                         |
| Jill Frappier     | tante Pastellia          | bewoonster van het dorp |
| Rick Jones        | agent Kling              |                         |
| Phillip Williams  | agent. Klang             |                         |
| Richard Binsley   | Mr. Nilsson              |                         |
| Chris Wiggins     | Fridolf                  | stuurman van het schip  |

## Achtergrond

### Productie
In 1992 stelde het Canadese bedrijf Nelvana aan Astrid Lindgren voor om een animatiefilm en animatieserie over Pippi Langkous te maken. In de jaren '90 brak digitale animatie door met films zoals Toy Story, maar Nelvana wilde niet dat traditionele animatie hierdoor vervangen wordt. Dus werd deze film toch met traditionele animatie gedaan. In 1997 breidde Nelvana uit waardoor de afdelingen Animated Television Production, Domestic Production, 3-D Animation Production en Feature Film Production ontstonden. De laatste afdeling kondigde aan elk jaar een langspeelfilm te maken zoals de voorloper die in 1997 uitkwam. Op 17 oktober 1997 verscheen de eerste aflevering van de animatieserie Pippi Langkous in Canada. Later werd deze compilatiefilm uitgebracht op basis van de vijfde, zesde en zevende aflevering van die animatieserie.

### Homemedia
Op 2 mei 2000 verscheen deze film op VHS en op dvd. Later op 3 februari 2004 verscheen het nog eens op dvd. In september 2009 verscheen het dan op dvd in het Nederlands onder de naam Pippi Langkous: Het Avontuur Op De Zuidzee. Op 12 maart 2012 verscheen deze film onder de naam Pippi's High Sea Adventures opnieuw op dvd.